# 李成愛
李 成愛（イ・ソンエ、朝鮮語: 이성애、1952年7月29日 - ）は。大韓民国の歌手である。「カスマプゲ」のヒットにより、韓国人歌手として日本で最初に成功を収めた人物である。1970年代当時は「リセイアイ」と読むのが一般的であった。

## 来歴・人物
1971年、「愛の小屋」でポピュラー歌手として韓国歌謡界にデビュー。1973年にカーペンターズのカバー曲などでMBC10大歌手女性新人賞などを受賞した。
1977年に日本に渡り、南珍のトロット曲「カスマプゲ」を日本語でヒットさせ、一躍人気歌手となった
。LP「熱唱/演歌の源流を探る」が日本レコード大賞企画賞を受賞した（受賞者は東芝EMI）。東芝EMIで吹き込んだシングル4枚、LP5枚、テープ10本の累計売上は6億5000万円を記録した。
人気の絶頂にあった1978年に、アメリカ合衆国シンシナティ在住の忠南大学校教授チャ・サンチョルと結婚するため突如引退した。

1988年から大田市に住み、ゴスペル歌手として活動。FEBCラジオで10年以上冠番組を担当。2001年、大田市ワールドカップ広報委員就任。
2005年10月26日、日本で19年ぶりの新曲、日韓福祉交流慈善講演テーマソング「涙は人のために/心の旅路」をリリースした。

## 作品

### シングル
- カスマプゲ／黄色いシャツ（1977年4月5日、TP-10206）
- 納沙布岬／郷愁（1977年6月20日、TP-10252）
- 離別／韓国語版（1977年、TP-10336）
- かりそめの妻／わかれ雨(1978年、TP-10399)
- 釜山港へ帰れ（泪の波止場）／愛してます（サランへ）（1980年4月5日、TP-10710）
- 恋忘れじのブルース（1983年、TP-17526）
- 大田ブルース／他郷暮し（1983年、TP-17568）
- ミオ・ミオ・ミオ／雨降る湖南線（1983年、TP-17569）
- どうしたらいいの／ソウルよさようなら（1983年、TP-17570）
- 望郷／きずあと(1985年、キングレコード)
- 離別／カスマプゲ（1988年8月28日、RT07-2148、東芝EMI）
- 愛の無窮花／荒城の歌(4Rs-739)

### アルバム
- リサイタル（1977年、TP-60266-7）
- サヨナラ・リサイタル（TP-60289-90）
- 哀愁の韓国メロディー（TP-60308-9）
- 熱唱（TP-72219）

- 納沙布岬　演歌の源流を探る（TP-72259）
- かりそめの妻　演歌の源流を探る（TP-80017）
- さよなら（1978年、TP-80038）
- 全曲集（1981年、TP-60420）
- ソウルの月 / ノムハムニダ
- 釜山港へ帰れ（1983年、TP-90242）
- ベストヒット韓国演歌(1985年、T28A-1043、キングレコード)